# 만달인
만달인은 한국에서 발견된 화석현생인류이다. 평양직할시 승호구역 만달리의 만달 동굴의 상층에서 발견되었다.
해골과 함께 온전하게 발견된 골격 뼈화석은 남성의 것으로, 긴 얼굴형에 광대가 나왔으며 아래턱이 두꺼운 것이 특징이며 뼈의 주인의 연령은 30~35세 정도였다. 화석이 발견된 층의 연대는 3만년~2만년 경으로 추산되었다. 그러나 화석의 주인이 현대 한국인의 직계조상인지의 여부는 불명확하다.